# صائب جارودي
صائب جارودي (بالإنجليزية: Dr. Saeb N. Jaroudi)، كان وزير الأقتصاد الوطني والصناعة والسياحة الأسبق في لبنان ومستشار اقتصادي رفيع قدم المشورة لمؤسسات القطاعين العام والخاص بشأن السياسات الاقتصادية وتمويل المشاريع. وقد تقلد خلال مسيرته المهنية عدداً من المناصب القيادية في العالم العربي وأوروبا والولايات المتحدة. كذلك عمل في العديد من مجالس الإدارات وهو يشغل منذ وقت طويل عضوية مجلس إدارة المؤسسة المالية العربية.
أنتخب الدكتور جارودي من قبل وزراء المالية العرب كأول رئيس لمجلس الإدارة ومدير عام في الصندوق العربي للإنماء الاقتصادي والاجتماعي ومقره الكويت. وقد تولى تأسيس الصندوق كمصرف التنمية الإقليمي للعالم العربي حيث ابتدر العديد من المشاريع الكبرى على المستويين الوطني والإقليمي في مجالات التنمية الصناعية والزراعية والريفية ومشاريع الكهرباء والمياه والتعليم والرعاية الصحية. كذلك ابتدر خلال فترة عمله تأسيس صندوق النقد العربي والهيئة العربية للاستثمار والإنماء الزراعي.
وخلال فترة عمله كوزير في أول وزارة الرئيس صائب سلام خلال فترة حكم الرئيس سليمان فرنجية، اعتمد الدكتور جارودي منظومة سياسات أسهمت في دفع عجلة التنمية للمناطق الأقل نمواً من البلاد، وشجع دخول الاستثمارات الأجنبية المباشرة إلى البلاد وأسهم في زيادة حركة الصادرات من خلال إبرام اتفاقيات تجارية ثنائية. وفي سبيل تعزيز الاستثمارات في القطاع الصناعي اللبناني قام بتطوير والإشراف على تنفيذ مشروع رائد مع منظمة الأمم المتحدة للتنمية الصناعية (يونيدو) أثمر عن توقيع 20 مشروعاً مشتركاً بين مستثمرين لبنانيين وأجانب.
وقد بدأت صلاته الوثيقة مع الأمم المتحدة حينما التحق بمركز التخطيط الإنمائي التابع للمنظمة الدولية في نيويورك في وظيفة خبير اقتصادي رفيع. وقد أسهم، خلال مسيرة مهنية مع الأمم المتحدة امتدت لعقد من الزمان، في وضع وتطبيق خطط التنمية الوطنية للعديد من البلدان العربية. كذلك ساعد حكومة الكويت في إنشاء الصندوق الكويتي للتنمية الاقتصادية العربية وقيادة عملياته خلال سنواته البواكر.
وكان الدكتور جارودي قد بدأ مسيرته المهنية عقب حصوله على درجة الماجستير من جامعة كاليفورنيا، بركلي ودرجة الدكتوراه من جامعة كولومبيا في نيويورك، فالتحق بسلك التدريس في الجامعة الأميركية في بيروت حيث درّس الاقتصاد، كما شارك في العمل الرائد الذي قام به معهد البحوث الاقتصادية بشأن التنمية الاقتصادية والتشريعات التجارية في الشرق الأوسط.
وتقديراً لمساهماته في التنمية الاقتصادية والاجتماعية للدول النامية، انتخب الدكتور جارودي عضواً في لجنة السياسات التنموية التابعة للأمم المتحدة وفي الصندوق العالمي لتعزيز الثقافة التابع لمنظمة يونسكو. كذلك شغل عضوية مجلس أمناء هيئة الغرف التجارية العربية البريطانية والجمعية البريطانية اللبنانية والمركز العربي البريطاني وكلية انترناشونال كولدج في لبنان. كما كان عضوا منتخبا في الجمعية الملكية للعملات، وهي جمعية متعلمة ومؤسسة خيرية مقرها لندن، المملكة المتحدة، وكانت راعيتها في عام 2014 الملكة إليزابيث الثانية.
وقد استهل مجلس الوزراءاللبناني جلسته يوم 18 أيلول/سبتمبر 2014 بناء لطلب الرئيس تمام سلام بالوقوف دقيقة صمت حداداً عليه.